# The Absolute Universe-The Breath of Life
The Absolute Universe-The Breath of Life is een studioalbum van Transatlantic.

## Inleiding
De geschiedenis van dit album loopt gelijk met die van het album Forevermore. De wegen scheidden na de opnamen van het basismateriaal. In de ogen van Trewavas en Morse was de visie zoals die is vastgelegd op Forevermore te lang; zij wilden dat het gehele nummer op slechts één compact disc zou passen. Daartoe werkte met name Morse aan zijn visie waarbij zang en muziek werd geschrapt en toegevoegd, ook wijzigden titels van nummers. 
De twee visies werden in overleg met InsideOut Music  tegelijkertijd uitgebracht met nog een derde op blu-ray. Alle drie de albums werden in hoezen gestoken van Thomas Ewerhard rond de bekende Transatlanticzeppelin van Pavel Zhovba voorop. Ewerhard komt van de kant van Morse; hij ontwierp meerdere hoezen voor Morse en zijn voormalige band Spock's Beard. Ook de eindmix werd verzorgd door een bekende van Spock's Beard: Rich Mouser van The Mousehouse Studio, Los Angeles.   

## Musici
- Neal Morse – zang, toetsinstrumenten, akoestische gitaar, churango
- Roine Stolt – zang, gitaren, ukelele, toetsinstrumenten, percussie
- Pete Trewavas – zang, basgitaar
- Mike Portnoy – zang, drumstel, percussie

Met elders opgenomen door Gabe Klein:
- Gideon Klein – cello, altviool en contrabas
- Josee Weigang – viool, altviool

## Muziek
| Nr. | Titel                                                             | Duur |
| --- | ----------------------------------------------------------------- | ---- |
| 1.  | Overture (Morse, Stolt, Trewavas, Portnoy)                        | 5:52 |
| 2.  | Reaching for the sky (Morse, Stolt, Trewavas, Portnoy)            | 5:41 |
| 3.  | Higher than the morning (Morse, Stolt, Trewavas, Portnoy)         | 4:32 |
| 4.  | The darkness in the light (Morse, Stolt, Trewavas, Portnoy)       | 5:43 |
| 5.  | Take now my soul (Morse, Stolt, Trewavas, Portnoy)                | 3:31 |
| 6.  | Looking for the light (Morse, Stolt, Trewavas, Portnoy)           | 4:05 |
| 7.  | Love made a way (prelude) (Morse, Stolt, Trewavas, Portnoy)       | 2;13 |
| 8.  | Owl howl (Morse, Stolt, Trewavas, Portnoy)                        | 5:27 |
| 9.  | Solitude (Morse, Stolt, Trewavas, Portnoy)                        | 4:24 |
| 10. | Belong (Morse, Stolt, Trewavas, Portnoy)                          | 2:23 |
| 11. | Can you feel it (Morse, Stolt, Trewavas, Portnoy)                 | 3:17 |
| 12. | Looking for the light (reprise) (Morse, Stolt, Trewavas, Portnoy) | 4:57 |
| 13. | The greatest story never ends (Morse, Stolt, Trewavas, Portnoy)   | 2:58 |
| 14. | Love made a way (Morse, Stolt, Trewavas, Portnoy)                 | 9:16 |

## Verkoop
De gezamenlijke albums kwamen direct na uitbrengen in diverse albumlijsten terecht. Echter ze vertrokken net zo snel, als ze kwamen. In de landen met de hoogste noteringen Duitsland (plaats 3), Zwitserland (plaats 3), Oostenrijk (plaats 7)  en Nederland (plaats 4) stonden ze maar enkele weken genoteerd (Nederland: 2 weken).  